# Erika Dobosiewicz
Erika Dobosiewicz (Varsóvia, 5 de novembro de 1967-Cidade de México, 30 de março de 2023) é uma violinista polonesa que morou no México. Ela foi a concertista da Orquestra Filarmônica da Cidade de México.

## Biografia

### Primeiros anos
Nascida na Varsóvia Polonia, cresceu num ambiente musical, pois alguns dos seus familiares dedicavam-se à música.
Erika Dobosiewicz estudou música na Universidade da Música Fryderyk Chopin em Varsóvia, graduando-se com louvor. Mais tarde, ela completou seus estudos de pós-graduação na Bélgica, no Royal Conservatory of Music em Gante.
Ela chegou ao México em 1992, convidada pelo diretor Luis Herrera de la Fuente para participar no Festival Musical Internacional de Morelia.

## Reconhecimentos
- Premio no concurso de violín "Ruth Railton" em Varsóvia, Polónia.
- Concurso da Música de Cámara en el Festival de Schleswig-Holstein en Alemanha
- Concurso Internacional da Música de Cámara de Lodz, Polónia.
- Concurso Ravel em Saint Jean de Luz na França
- Primer lugar no Concurso Internacional “Henryk Szeryng”. 1992, Toluca, México.

## Discografia
- La musique mexicaine au XXe siècle, vol. II. Quindecim, 1999[1]
- Piramidal: Barroco Hispanoamericano. Urtext, 2004[2]